# 1821 en musique classique
| \| • Retour à la chronologie générale de la musique classique • \| |
| Grèce • Rome • Haut Moyen Âge • VIIIe siècle • IXe siècle • Xe siècle • XIe siècle XIIe siècle • XIIIe siècle • XIVe siècle • XVe siècle • XVIe siècle • XVIIe siècle XVIIIe siècle • XIXe siècle • XXe siècle • XXIe siècle |
| • Retour à la chronologie générale de la musique classique • |

| Années en musique classique : 1818 - 1819 - 1820 - 1821 - 1822 - 1823 - 1824    |
| Décennies en musique classique : 1790 - 1800 - 1810 - 1820 - 1830 - 1840 - 1850 |

Cet article présente les faits marquants de l'année 1821 en musique.

## Événements
- 24 février : Matilde di Shabran, opéra de Gioachino Rossini, créé au Teatro Apollo de Rome.
- 7 mars : Première audition publique du lied Der Erlkönig de Franz Schubert chanté par le baryton Johann Michael Vogl.
- 12 mars : L'esule di Granata, opéra de Giacomo Meyerbeer, créé à La Scala de Milan.
- 15 mai : création de La sciocca per astuzia de Giuseppe Mosca, à la Scala de Milan
- 18 juin : Der Freischütz, opéra de Carl Maria von Weber, créé à Berlin.
- 2 octobre : Donna Aurora dans Donna Aurora o sia Il romanzo all'improvviso de Francesco Morlacchi, à la Scala de Milan
- 30 octobre : création de Elisa e Claudio (en) de Saverio Mercadante, à la Scala de Milan

Date indéterminée
- Invention par Sébastien Érard du mécanisme dit de "Double échappement" permettant la répétition rapide de la même note au clavier du piano sans avoir besoin de relâcher complètement la touche.
- Le Freischütz est représenté à Dresde.
- Création du conservatoire de musique de Varsovie.

## Prix de Rome
1er Prix : Victor Rifaut avec la cantate Diane.

## Naissances

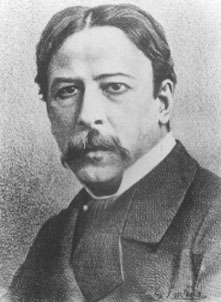
Giovanni Bottesini

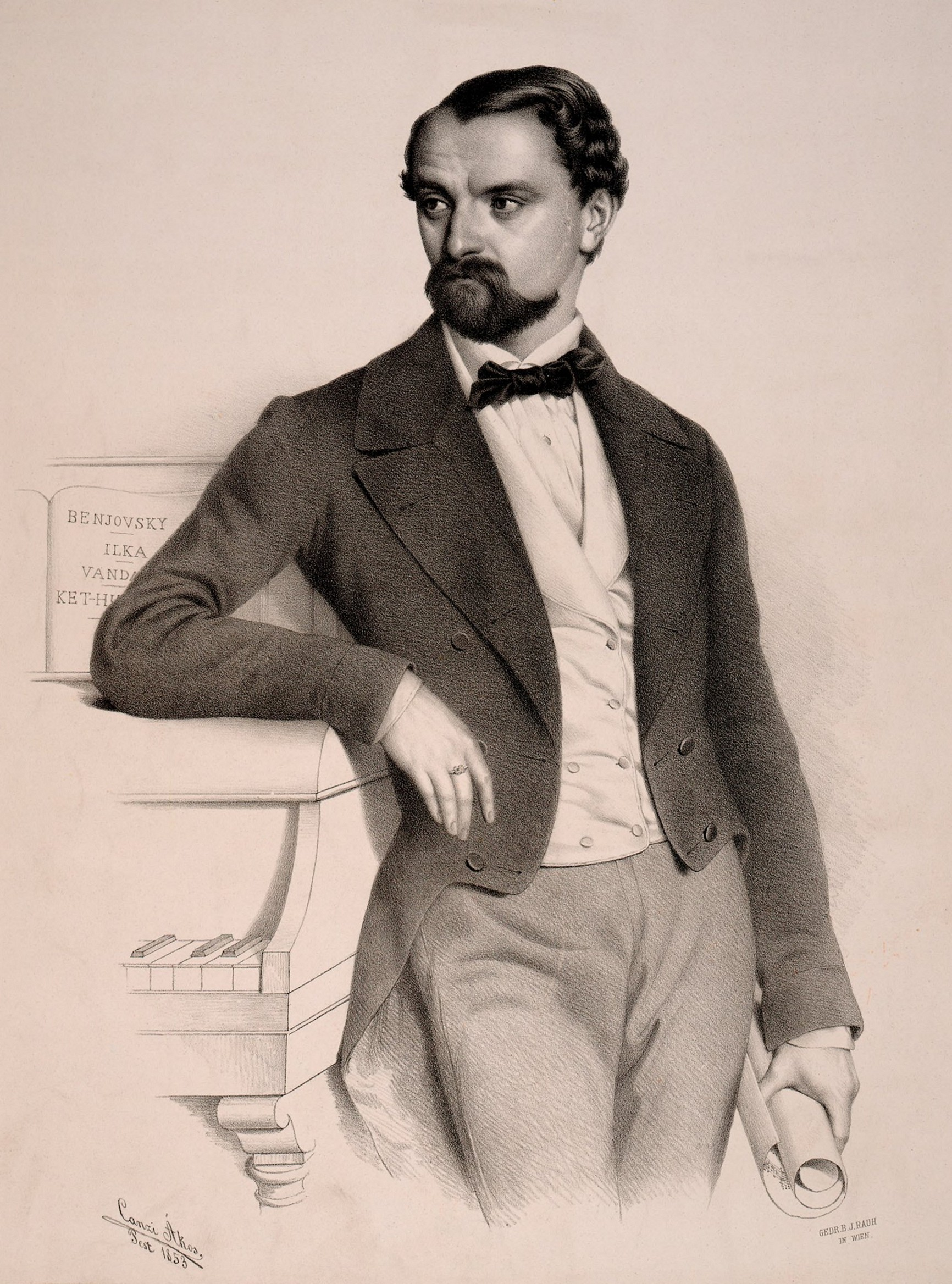
Franz Doppler

- 2 janvier : Joseph Tagliafico, chanteur lyrique baryton-basse († 27 janvier 1900).
- 7 février : Léopold Deledicque, violoniste, altiste et compositeur naturalisé français († 6 janvier 1907).
- 11 mars : Georges Schmitt, organiste et compositeur franco-allemand († 7 décembre 1900).
- 12 mars : Italo Gardoni, ténor italien († 26 mars 1882).
- 6 mai : Emilie Hammarskjöld, compositrice, chanteuse, pianiste, professeur de musique et organiste américaine d'origine suédoise († 26 mars 1854).
- 12 mai : Léon Le Cieux, violoniste français († 15 février 1873).
- 13 mai : Josefa Gassier, cantatrice espagnole († 8 novembre 1866).
- 17 mai : Charlotte Sainton-Dolby, contralto anglaise († 18 février 1885).
- 3 juin : Jean-Baptiste Pierné, chanteur d'opéra († 8 septembre 1894).
- 12 juin : Nikolaï Zaremba, théoricien de musique et compositeur russe († 8 avril 1879).
- 27 juin : August Conradi, compositeur, organiste et kapellmeister allemand († 26 mai 1873).
- 18 juillet : Pauline Viardot, mezzo-soprano française († 18 mai 1910).
- 9 août : Anna von Stubenberg, compositrice originaire de Graz († 1er décembre 1912).
- 24 août : Emanuele Muzio, compositeur, chef d'orchestre et professeur de chant italien († 27 novembre 1890).
- 25 septembre : Étienne Tréfeu, librettiste français († juin 1903).
- 7 octobre : Friedrich Kiel, compositeur et pédagogue allemand († 13 septembre 1885).
- 11 octobre : Angelo Mariani, chef d'orchestre, violoniste et compositeur italien († 13 juin 1873).
- 14 octobre : Henry Boisseaux, dramaturge et librettiste français d'opéras († 20 novembre 1863).
- 16 octobre : Franz Doppler, flûtiste et compositeur austro-hongrois († 27 juillet 1883).
- 21 octobre : Sims Reeves, ténor anglais († 25 octobre 1900).
- 27 octobre : Albert de Garaudé, accompagnateur et compositeur français († 6 août 1854).
- 9 novembre : Jean-Baptiste Weckerlin, compositeur et folkloriste français († 20 mai 1910).
- 26 novembre : Alfred Dufresne, compositeur et auteur dramatique français († 4 mars 1863).
- 27 novembre : Alexandre Artus, compositeur français († 19 août 1911).
- 22 décembre : Giovanni Bottesini, contrebassiste, compositeur et chef d'orchestre italien († 7 juillet 1889).
- 25 décembre : Frédéric Brisson, pianiste, compositeur et pédagogue français († 18 février 1900).

Date indéterminée
- Luigia Abbadia, mezzo-soprano italienne († 25 janvier 1896).
- Corrado Miraglia, ténor italien († 30 décembre 1881)

## Décès

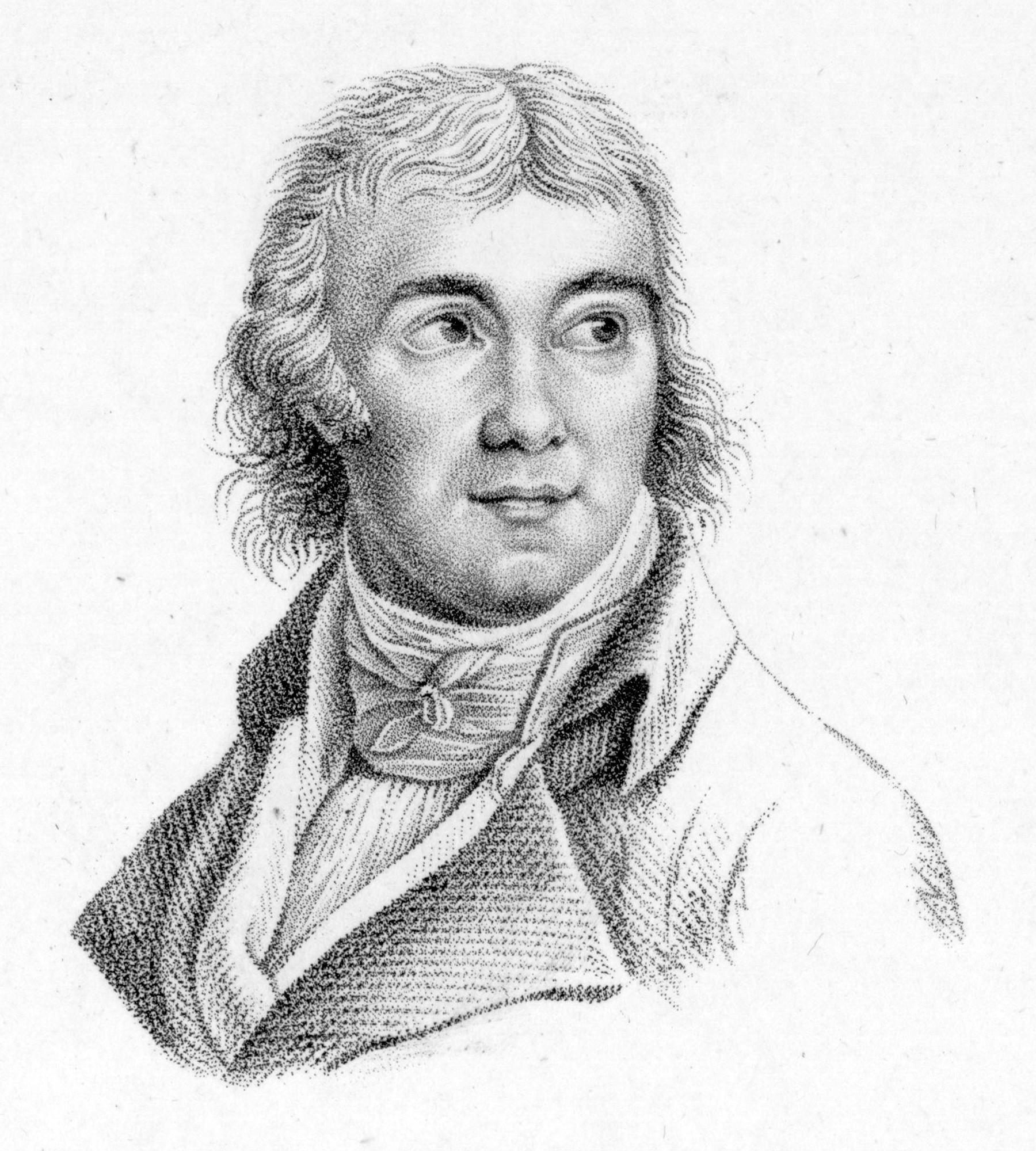
Antonio Bartolomeo Bruni

- 29 avril : André-Frédéric Eler, compositeur français (° 1764).
- 6 août : Antonio Bartolomeo Bruni, violoniste, compositeur et chef d'orchestre italien (° 28 janvier 1757).
- 22 septembre : Marie-Louise Dugazon, actrice et cantatrice française (° 18 juin 1755).
- 9 octobre : Georg Friedrich Fuchs, compositeur et chef d'orchestre allemand (° 3 décembre 1752).
- 28 octobre : Gasparo Pacchiarotti, castrat italien (° 21 mai 1740).
- 10 novembre : Andreas Romberg, compositeur allemand (° 27 avril 1767).
- 9 décembre : Johann Joseph Nouseul, acteur, ténor et directeur de théâtre autrichien (° 1742).
- 30 décembre : Angelo Maria Benincori, compositeur italien (° 28 mars 1779).

Date indéterminée
- Charles Bochsa, hautboïste, compositeur français (° 1760).